# Naviglio Grande
Il Naviglio Grande (in lombardo: Navili Grand a Milano, Niviri in provincia; anticamente anche Tesinell o Navili de Gagian) è un canale navigabile dell'Italia settentrionale, situato in Lombardia. Nasce prendendo acqua dal Ticino nei pressi di Tornavento, circa 23 chilometri a sud di Sesto Calende, in prossimità della località Castellana, e termina nella Darsena di Porta Ticinese a Milano.
Ha dislivello totale di 34 metri su una lunghezza di 49,9 km. Nel tronco da Tornavento
ad Abbiategrasso ha una larghezza variabile dai 22 ai 50 metri, mentre da Abbiategrasso a Milano si restringe anche fino a 15 metri, riducendosi a 12 nel tratto terminale. La profondità varia tra 1 e 3,8 m.
La portata a Turbigo è di 64 m³ al secondo in estate e di 35 in inverno, ridotta a 12 all'ingresso in Darsena, a motivo delle 116 bocche irrigatorie che danno acqua a un comprensorio di circa 50 000 ettari e ai 9 m³/secondo che cede al naviglio di Bereguardo.

## Storia

### Gli inizi, da Abbiategrasso a Landriano

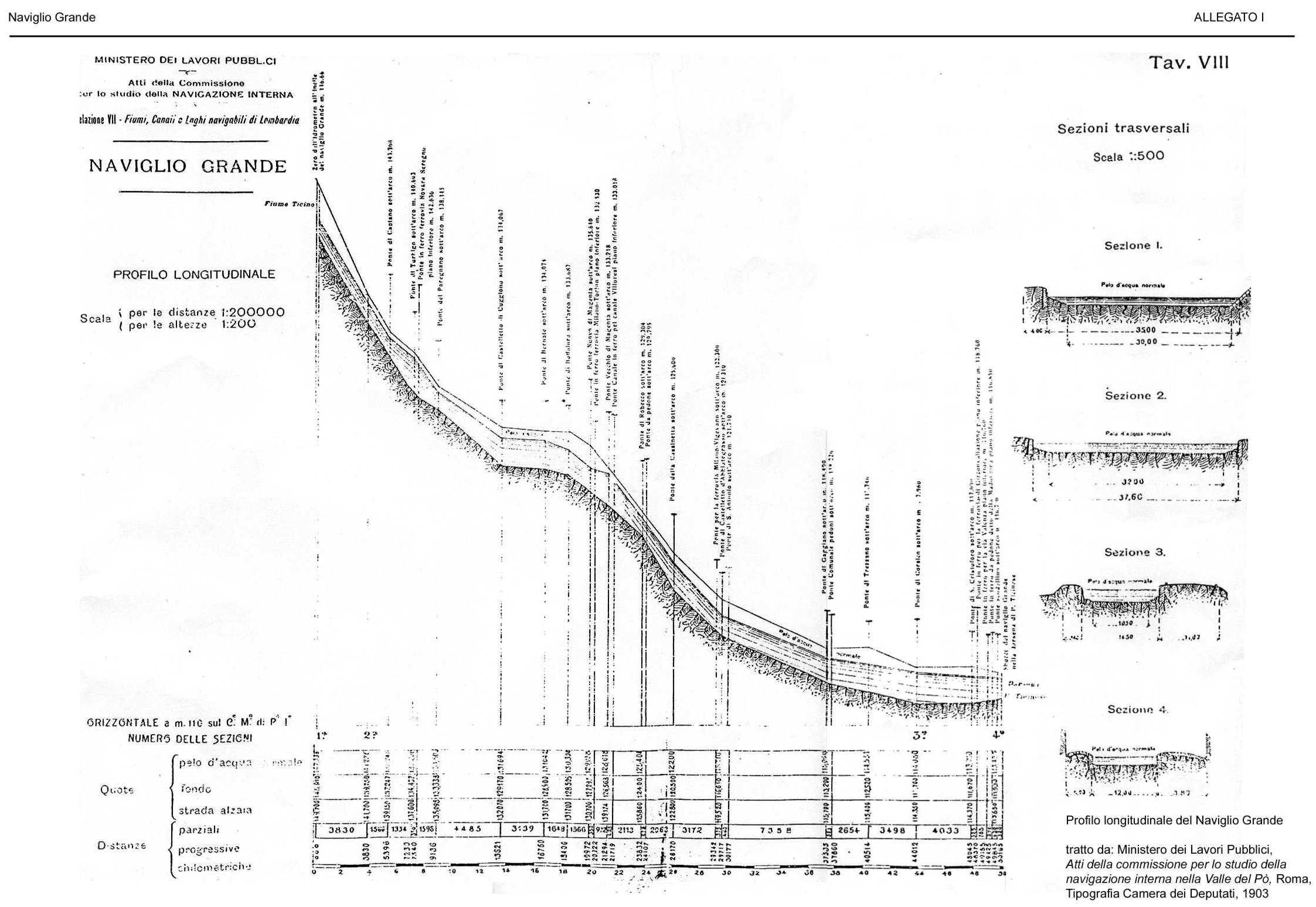
Profilo longitudinale del Naviglio Grande - anno 1903

Il Naviglio Grande è stata la prima opera del genere a essere realizzata in Europa e storicamente è il più importante dei Navigli milanesi, nonché una delle grandi infrastrutture di ingegneria che sin dall'Alto Medioevo caratterizzavano, con strade, ponti e irrigazione, il territorio lombardo, consentendo lo sviluppo dei commerci, dei trasporti e dell'agricoltura.
Secondo diversi storici, le origini del Naviglio Grande si collegano a un canale scavato da Abbiategrasso a Landriano (sul Lambro Meridionale, al confine con il territorio di Pavia) a difesa dalle incursioni dei Pavesi, alleati del Barbarossa. Da dove il canale derivasse le acque è incerto: forse dall'Olona naturale, dal Mischia (una roggia che scorre da Abbiategrasso a Milano passando da Cisliano arricchita da varie risorgive) o, infine, direttamente da un fosso derivato dal Ticino fino ad Abbiategrasso, derivazione che sarebbe avvenuta nel 1239. La terza è l'ipotesi più probabile anche perché il canale, sia a monte sia a valle, veniva indicato come Canale Ticinello.
Certa invece è la data di costruzione del canale difensivo, il 1152, e l'artefice, Guglielmo da Guintellino, architetto militare genovese al servizio dei Milanesi, che tra il 1156 e il 1158 realizzò anche il fossato a difesa della città e, con il materiale di riporto degli scavi, costruì bastioni fortificati. A Milano esiste ancora oggi via Terraggio, parallela alla fossa interna, che prese il nome dal terrapieno (terraggio, appunto) che aveva a ridosso e che risaliva a quell'epoca.

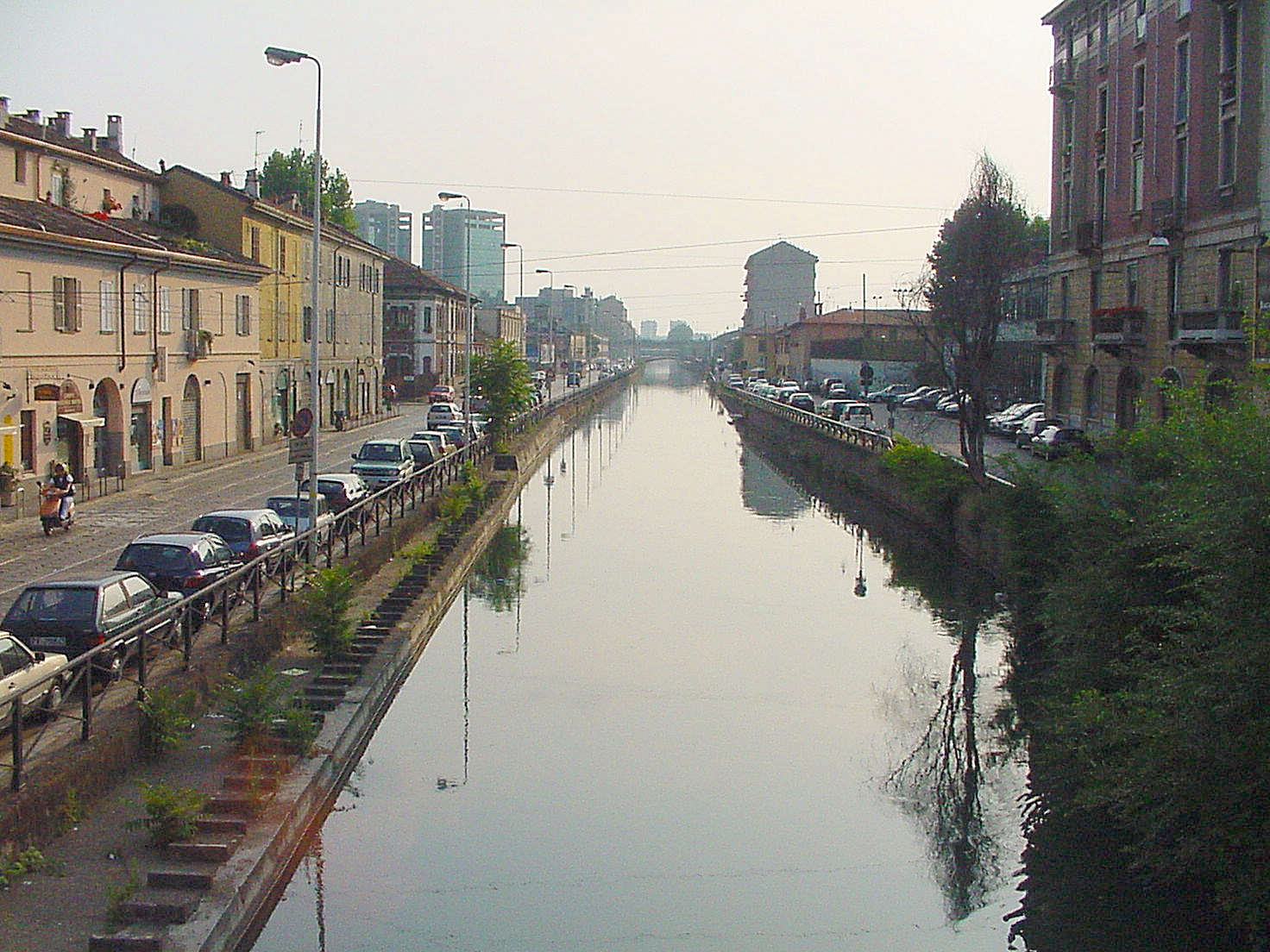
Vegetazione spontanea tra i lavatoi della "ripa" (ovvero della "riva") a Milano

È dall'ampliamento di quel fosso e dal collegamento di Abbiategrasso, via Gaggiano, con Milano che si realizzerà il naviglio. I cronisti e le cronache del duecento narrano diffusamente dell'inizio dei lavori per il navigium de Gazano, ma si dividono su due date, il 1177 e il 1179. Quelli del XVI secolo si dividono anch'essi e per il 1177 propendono più tardi il Cantù e alcuni moderni. Non ci sono invece dubbi sul fatto che nel 1187 il naviglio fosse giunto a Trezzano e nel 1211 alle porte di Milano, a Sant'Eustorgio, nei pressi dell'attuale porta Ticinese.

### Il linciaggio del podestà

Il Naviglio Grande a Milano negli anni cinquanta del XX secolo

Il canale non era navigabile e per un certo periodo prevalse la sua funzione irrigua. Questa è la conclusione cui giunge Gerolamo Biscaro comparando l'insieme dei documenti ancora esistenti. Lo divenne nel 1272, quando furono terminati, da Maestro Giacomo Arribotti i lavori di ampliamento e abbassamento del fondo ordinati nel 1257 dal podestà Beno de' Gozzadini: per finanziare i lavori, il Gozzadini non impose nuove tasse, ma mantenne in vigore quelle che dovevano cessare addirittura l'anno precedente e non ne esentò nemmeno i fondi ecclesiali; al termine del mandato, il suo operato fu sottoposto al giudizio dell'assemblea dei cittadini che, aizzati dal clero, gli chiesero la restituzione del denaro. Come ciò non avvenne, lo condannarono a morte, lo linciarono e ne gettarono il corpo nella fossa.
Dal 1272, il Naviglio Grande fu percorso da una flottiglia di barche che, con i loro carichi, rivoluzionarono vita e abitudini di una vasta regione. Il canale non era ancora collegato al fossato che circondava la città; ciò avverrà dopo oltre un secolo per le esigenze della Veneranda Fabbrica del Duomo.
Da Milano, con l'impiego di barconi chiamati cagnone, mezzane o borcelli a seconda delle dimensioni e delle portate, risalivano verso il Lago Maggiore e fino a Locarno sale, grano, vini, manufatti, tessuti, stoviglie, letami e ceneri; a Milano giungevano ciottoli, mattoni, creta, sabbia, ghiaia, paglia e fieno dal bacino del canale e, dal Lago Maggiore, marmi, graniti, beole e pietre da costruzione, calce, carbone, legna, vino, formaggi, pesce e bestiame.

### I "privilegi" per la Fabbrica del Duomo

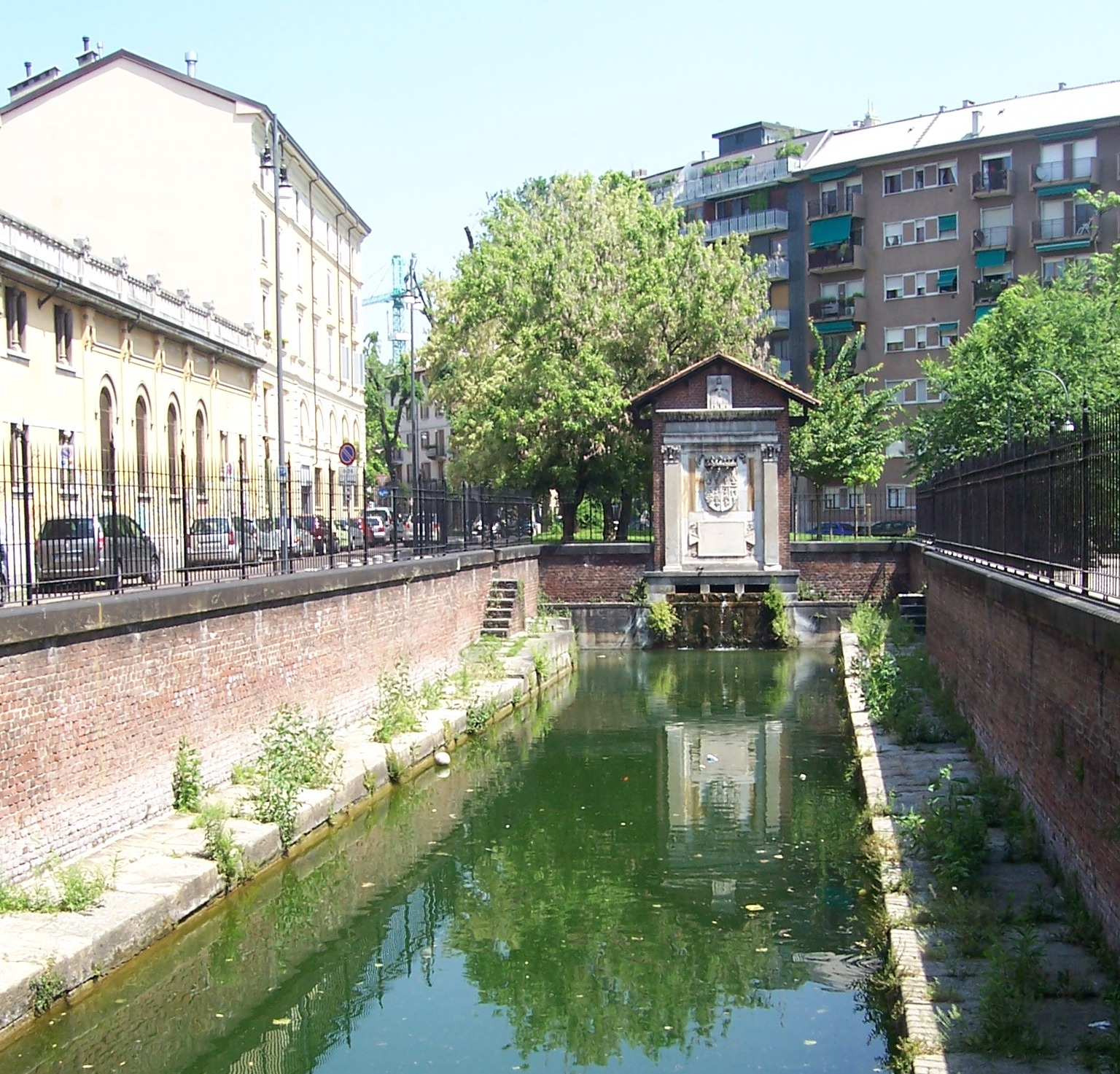
La conca di Viarenna, dov'era e com'è

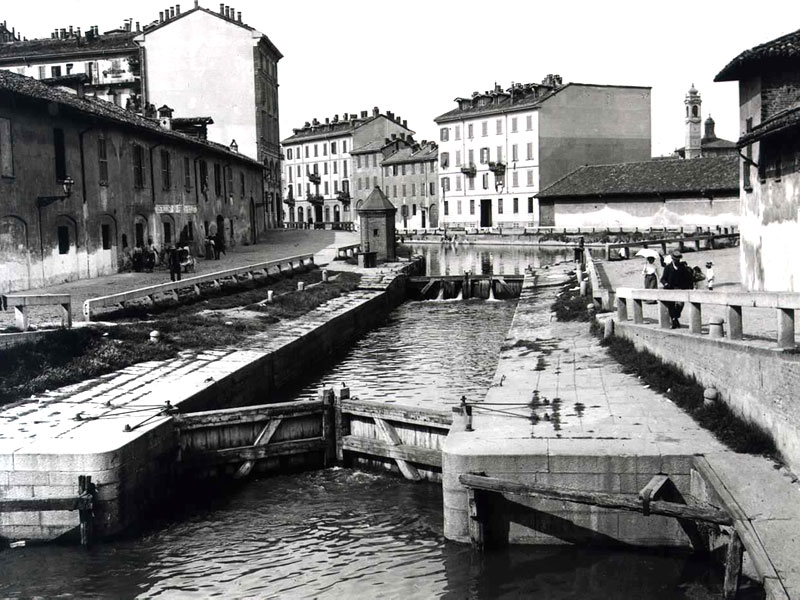
La conca di Viarenna, quand'era ancora in funzione (fine XIX secolo)

Il 15 marzo 1386, l'arcivescovo di Milano Antonio da Saluzzo pose la prima pietra del nuovo duomo della città; doveva essere un grande edificio di mattoni tipico del gotico lombardo. L'anno successivo Gian Galeazzo Visconti, che vuole per la sua capitale un monumento superbo, si accorda con l'arcivescovo per una costruzione in marmo, nel solco delle grandi cattedrali europee del tempo. Per questo mette a disposizione della Fabbrica del Duomo le cave di Candoglia, oltre alla facoltà di cavare pietre dove si trovino, e nel 1388 il diritto al trasporto esente da pedaggi, dazi e gabelle per tutto quanto sarà necessario all'edificazione. 
Candoglia è sul Toce, sulla sponda destra del Lago Maggiore e il marmo arriverà a Milano via acqua passando dal lago al Ticino e poi al Naviglio Grande fino al laghetto di Sant'Eustorgio. Secondo una leggenda popolare, con una paretimologia l'espressione italiana a ufo (gratis, a sbafo) deriverebbe dal fatto che, per essere riconosciuti, i barconi esenti da dazi venivano contrassegnati con le lettere A.U.F. (Ad Usum Fabricae, cioè "per l'utilizzo da parte della fabbrica"); in realtà l'etimo di questo termine è ignoto. Sono doni generosi ma non del tutto disinteressati, perché d'ora in avanti sarà la Fabbrica del Duomo a occuparsi della manutenzione del naviglio.
Da Sant'Eustorgio al cantiere della cattedrale, resta un buon tratto via terra e così, dopo aver congiunto il Naviglio Grande con la fossa difensiva, lungo quest'ultima, sulla sponda interna nei pressi di Santo Stefano, si scava un bacino, il laghetto di Santo Stefano, appunto, che non è vicinissimo al cantiere della nuova cattedrale come farebbe invece pensare la letteratura in merito, ma è nel punto più prossimo raggiungibile via acqua: si tratta di oltre quattrocento metri che i blocchi di marmo percorreranno, dopo essere stati caricati con apposite gru ("falcone" e "falconetto"), su robusti carri fino alla "Cascina degli Scalpellini", per essere trasformati in statue, fregi, doccioni e guglie. Il laghetto sarà il primo pezzo dei navigli a essere chiuso: avvalendosi della sua autorità sanitaria, fu il direttore dell'attiguo ospedale a farlo interrare, perché insalubre, nel 1857.
La risalita alla fossa è comunque difficile per il dislivello tra il centro di Milano e il suo allora margine meridionale di Milano e per superarlo si adotta una complicata manovra. La fossa è alimentata da Seveso e Nirone e sfoga le acque in eccesso in canali irrigui: basterà sbarrare il naviglio alle spalle dei barconi con una diga provvisoria e chiudere le bocche di deflusso della cerchia, perché l'acqua si alzi quanto basta a portarli al nuovo approdo. Risolto però un problema, se ne crea un altro, perché il blocco degli scolmatori mette in secca i canali irrigui.

L'accesso al laghetto di Santo Stefano nel 1855, in una delle prime foto di Milano

A risolverlo riusciranno, nel 1438, Filippino degli Organi e Aristotele Fioravanti, ingegneri della Fabbrica del Duomo. Con due chiuse invece di una, isolando un segmento del naviglio lungo quanto bastava ad accogliere il barcone, e allagando da monte soltanto quella porzione, si sollevava il natante al livello desiderato. Avevano ideato la conca, il dispositivo idraulico che avrebbe rivoluzionato la navigazione interna. I vantaggi non erano solo per la reverenda Fabbrica, ma per l'intera città che ora vedeva arrivare mercanzie e rifornimenti direttamente nel proprio cuore. I privati dovevano naturalmente sottomettersi al cosiddetto "dazio di catena", il cui nome deriva dalla catena che sbarrava a prua il transito alle navi morose, dazio che a partire dal 1448 fu concesso dai Capitani della Libertà alla Fabbrica del Duomo. Salvo brevi parentesi - come quando, nel 1515, il Naviglio fu temporaneamente ceduto dal Ducato alla città di Milano, per mano di Massimiliano Sforza -  i dazi di navigazione rimasero in vigore fin'oltre l'unità d'Italia.
La prima conca fu demolita a metà del secolo XVI, per dare spazio alla costruzione dei bastioni delle mura spagnole (1548 - 1566), ma venne ricostruita poco distante tra il 1551 e il 1558 e fu attiva fino alla copertura dei navigli. È la Conca di Viarenna della quale, in via Conca dei Navigli, dietro una cancellata di ferro, restano il rettangolo d'acqua dell'invaso e un'edicola: vi sono murati gli stemmi della Fabbrica, quello sforzesco e una lapide che ricorda come Lodovico il Moro nel 1497, anno della morte della consorte Beatrice d'Este, abbia donato la conca alla Fabbrica che ne restò titolare fino a quando Maria Teresa d'Austria non la riportò al fisco.
Il traffico sempre intenso mette naturalmente a dura prova il naviglio e le sue strutture, in particolare le sponde e le alzaie.
Nel 1502 viene affidato a Giovanni Antonio Amadeo, capo degli architetti della Fabbrica del Duomo, coadiuvato dall'architetto Lazzaro Palazzi suo cognato, il compito di removere, purgare e spazare dicto navilio et redurlo in debita forma per lo navigare. È una sorta di manutenzione straordinaria che riguarda anche sponde, ponti e soprattutto la profondità dell'acqua, che non dovrà mai esser inferiore a un metro. Proprio di lavori di sponda si occupò Leonardo da Vinci, che nel Codice Atlantico, il 3 maggio 1509, annota come conclusi i lavori per il rifacimento della chiusa di San Cristoforo per la regolazione del flusso verso la Darsena. Per questi lavori ricevette, a San Cristoforo stesso, un "diritto d'acqua" (in pratica la proprietà di una bocca irrigua) che è menzionato nel suo testamento.

### Il rifacimento dell'incile

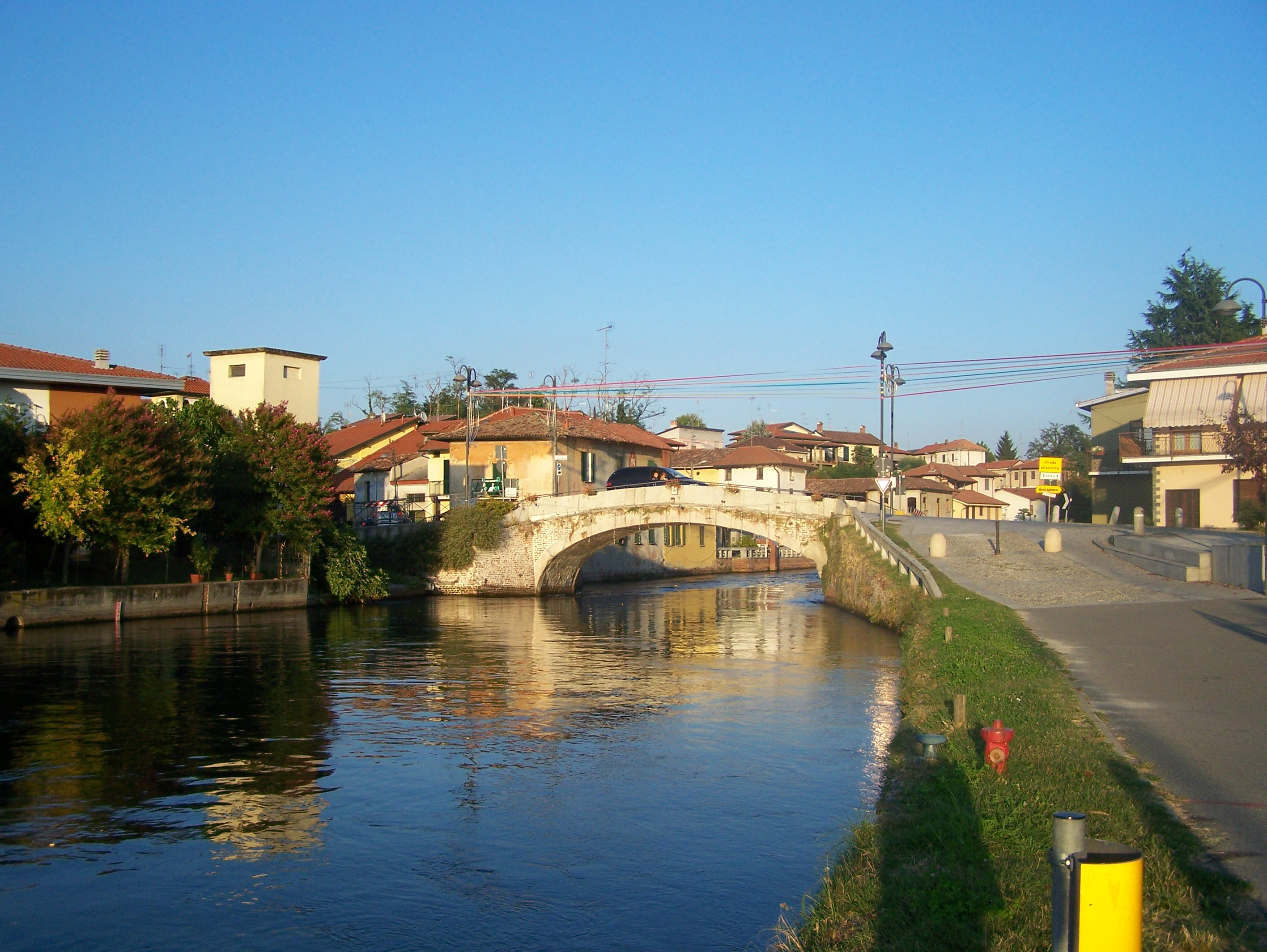
Il Naviglio Grande a Bernate Ticino

Nel 1585, tocca a Giuseppe Meda, Pellegrino Tibaldi e Martino Bassi mettere mano alle opere di presa impiegando le "moderne" arti del costruire. Vengono rifatti lo sperone, alto due metri sull'acqua e ricoperto di pietra, che in pratica costituisce l'inizio della sponda destra del naviglio, e la paladella, ossia la diga costruita diagonalmente sul fondo che divide il flusso dell'acqua del Ticino in due correnti, l'una verso il canale e la seconda che scorre liberamente a valle (la cosiddetta bocca di Pavia). 
In condizioni ordinarie il suo culmine è di poco sotto il pelo dell'acqua ed emerge durante le magre; si protende per 280 metri, circa due terzi dell'alveo, ed è ricoperta di granito. L'impianto non è sostanzialmente diverso dall'originale, ma tecniche e materiali nuovi rendono il manufatto assai più robusto, in grado di reggere piene rilevanti e garantire la continuità della navigazione.
Un'ulteriore modifica si rese necessaria all'inizio del XIX secolo per aumentare ancora la portata del Naviglio Grande in vista della completa apertura del Naviglio Pavese, a sua volta navigabile e irriguo. Fu chiusa una delle bocche di scarico a Tornavento, aumentando così la portata, e ciò implicò altri lavori come l'innalzamento e rafforzamento delle sponde e la posa sul fondo di briglie selciate per contenerne l'erosione. Infine, dal 1943 il tratto iniziale del naviglio, da Tornavento a Turbigo, non è più attivo (vi scorrono pochi centimetri d'acqua) ed è stato sostituito dal Canale Industriale che alimenta tre centrali idroelettriche: l'acqua turbinata dalla terza si riversa nel naviglio e raffredda anche la centrale termoelettrica di Turbigo. 
L'acqua in eccesso ha un comportamento curioso: per alcune centinaia di metri risale l'alveo, fino alla prima bocca di scarico in Ticino e per questo ha preso il nome di Canale Regresso. Il restante alveo fino a Tornavento si chiama ora Canale o Naviglio Vecchio e la poca acqua che lo bagna proviene dalla falda; finisce anch'essa in Ticino attraverso la medesima bocca.

## L'irrigazione

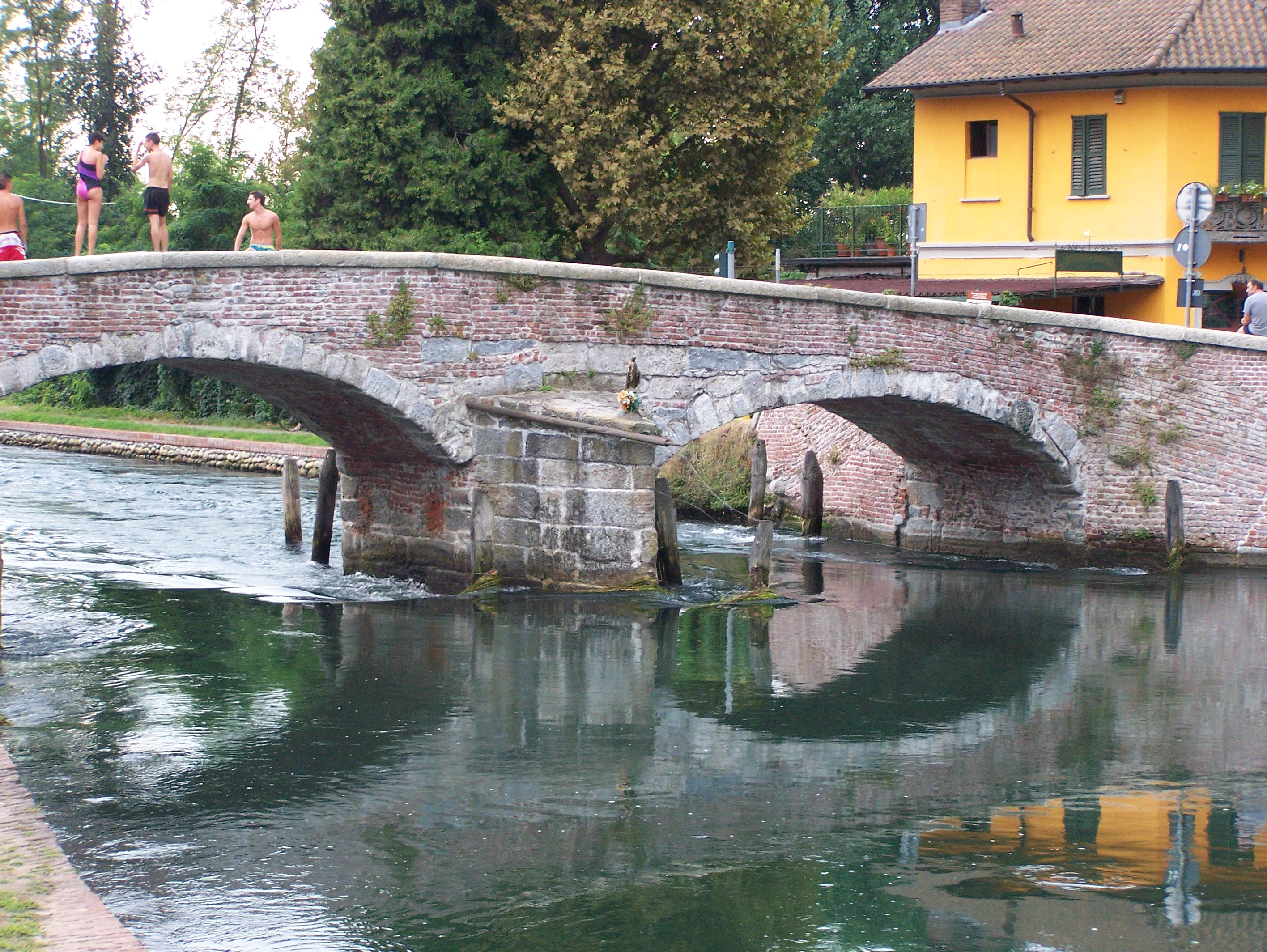
Il Naviglio Grande a Castelletto di Cuggiono

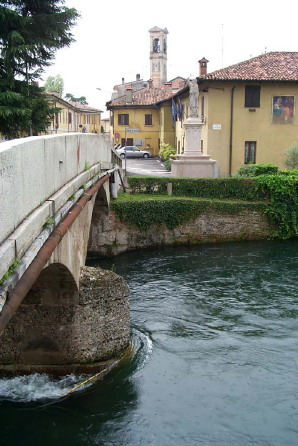
Ponte sul Naviglio Grande, a Cassinetta di Lugagnano

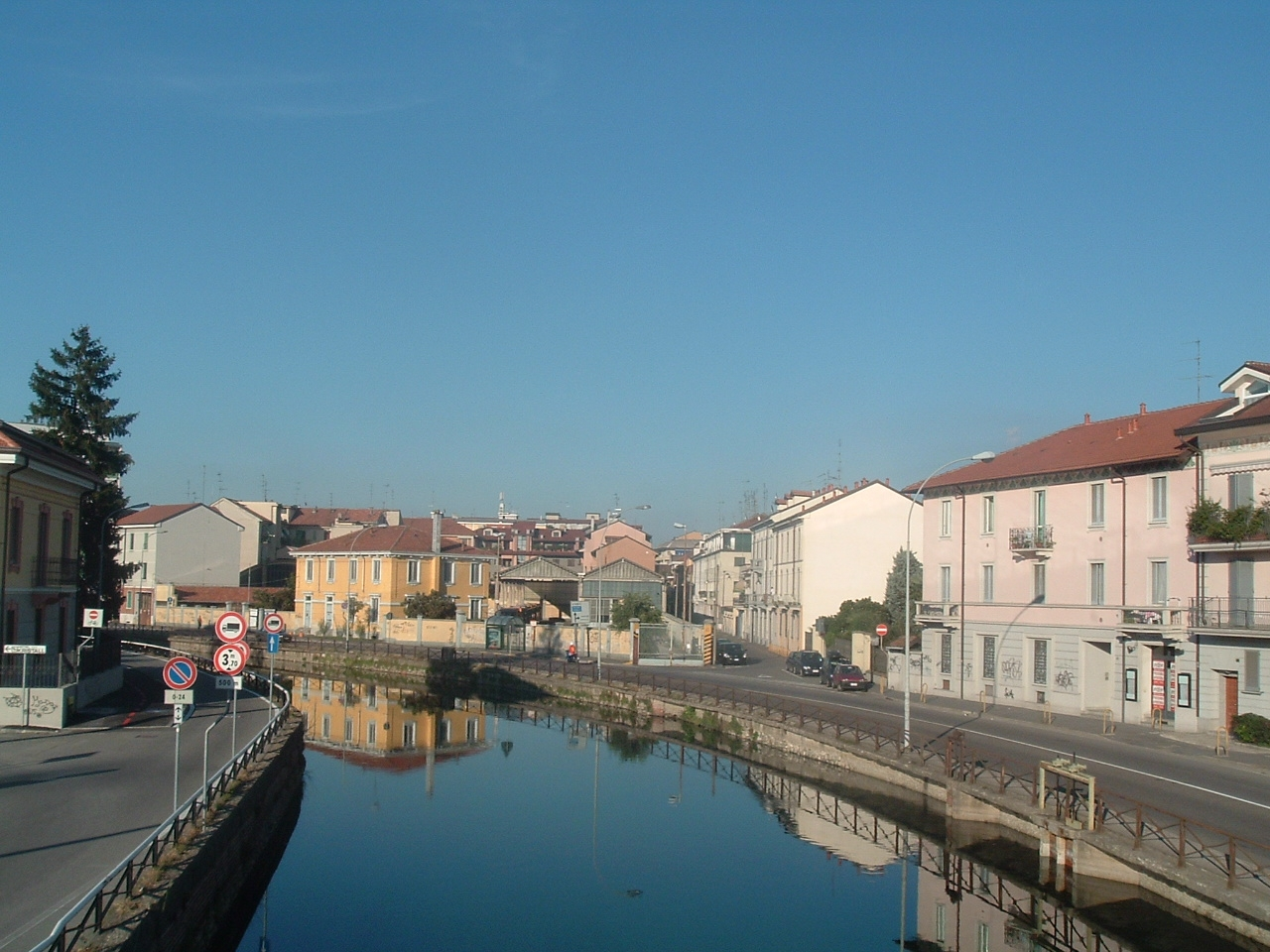
Il Naviglio Grande a Corsico

L'apporto delle acque del naviglio si raccordò efficacemente con la secolare opera di bonifica e di irrigazione dei monaci di Chiaravalle, di Morimondo e delle altre abbazie che avevano operato a sud di Milano. La semplificazione dei trasporti non facilitava soltanto i piccoli commerci che prima si svolgevano via terra, ma ne ampliava il raggio d'azione e ne arricchiva il catalogo, diffondendo il benessere. 
Il bisogno di legname della città, ad esempio, consentì il diboscamento e la creazione di nuovi spazi per l'agricoltura; l'afflusso di materie prime favorì il consolidarsi di arti e mestieri prima sacrificati. Questa situazione, fondamentale per le fortune di Milano, durò per secoli.
L'irrigazione estiva durava dalla "Madonna di marzo" (25 marzo) alla "Madonna di settembre" (8 settembre), poi iniziava quella iemale, con portate d'acqua minori (un quinto). Dopo la chiusura alla navigazione commerciale, che è avvenuta nel 1979, il Naviglio Grande è stato restituito alla sua prima funzione. 
Le sue centosedici bocche (quattro sole in sponda sinistra) danno ancora acqua a vaste estensioni di prato e colture nel Milanese e nel Pavese, anche se a causa dell'urbanizzazione non si tratta più delle oltre 580.000 pertiche metriche, oltre 8.861.000 pertiche milanesi.
L'acqua del naviglio alimenta, da Abbiategrasso, il canale Ticinello e il naviglio di Bereguardo e poi la Darsena a Milano da cui originano il naviglio Pavese e un secondo cavo Ticinello che ne costituisce il naturale scolmatore, ricongiungendosi alla Vettabbia.
Oggi è ancora aperta la questione se il Naviglio Grande fu concepito come canale irriguo o navigabile: il nome navigium (= navigare) e il tortuoso percorso iniziale, allungato ad arte per addolcirne le pendenze, farebbero propendere per la seconda ipotesi; la grande portata alla presa dal Ticino per la prima. D'altra parte è scontato che, alla presenza di un generoso adduttore d'acqua, l'uso irriguo si imponesse automaticamente a prescindere dalle originarie intenzioni. La storia però non ci ha lasciato il minimo indizio, neppure per azzardare delle supposizioni, su chi sia stato l'ideatore di una tale opera.

## Come si navigava

### La discesa verso Milano
Domenico, Nicola e Luigi Fiorina, costruttori di barche a Coarezza, una frazione di Somma Lombardo sul Ticino, nel 1833, offrivano: "Volendo costruire una barca grossa da cagnone costerebbe la spesa di milanesi lire 2078, una battella ordinaria lire 1684, un cavriolo lire 1512, una borcella lire 1180, un cavazzolo o battella per i cavalli lire 908, ed una barchetta di servizio lire 280".
Usando i coefficienti di conversione usuali per tali raffronti, si può calcolare che una cagnona sarebbe costata poco meno di 18 milioni di lire nel 2000

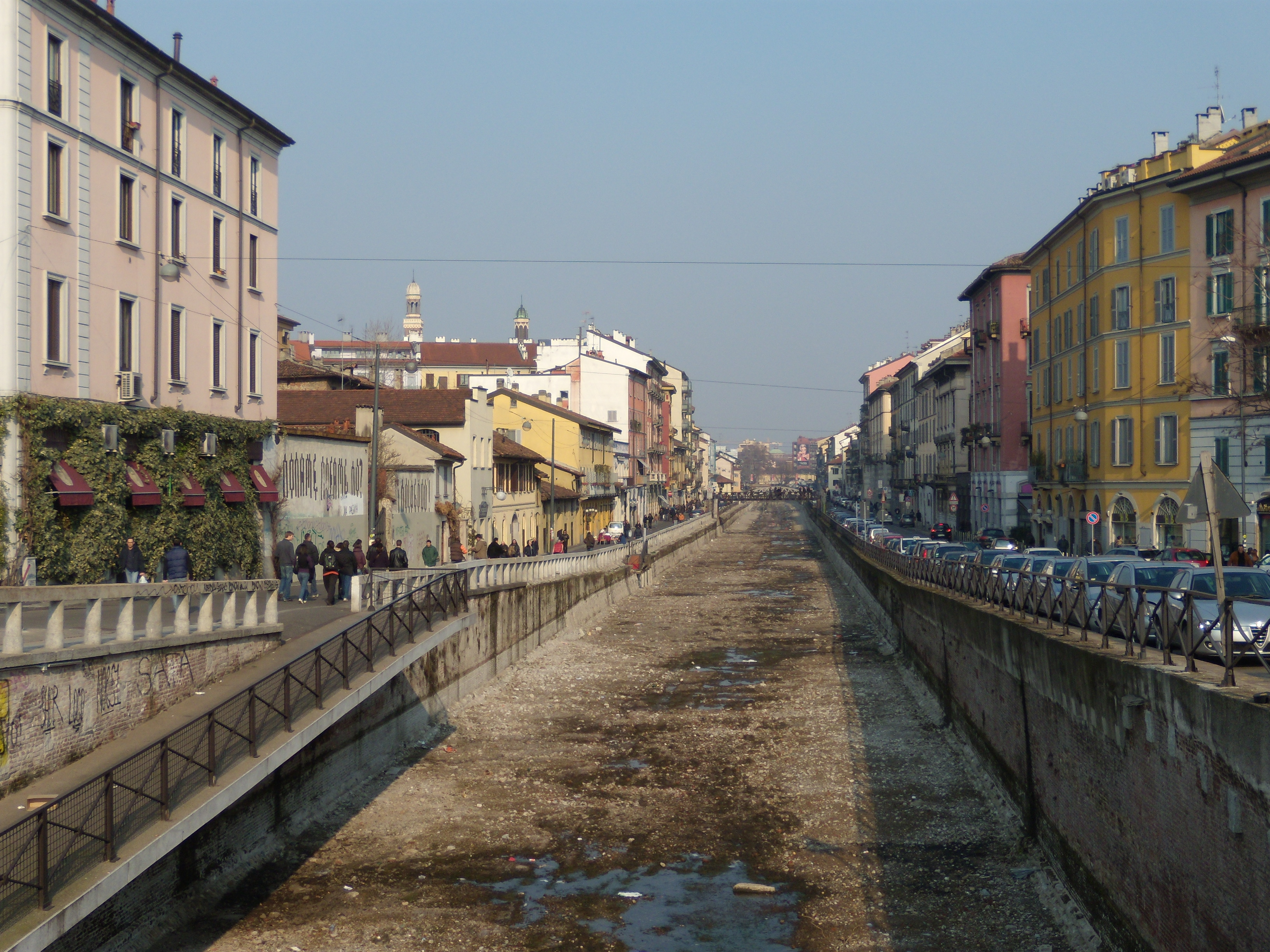
Il Naviglio Grande a Milano, durante il periodo di asciutta primaverile.

Per le merci provenienti dal lago Maggiore e dai territori della Svizzera italiana, il porto di imbarco o di trasbordo era Sesto Calende; da lì si dovevano discendere i 22,3 chilometri del Ticino fino a Tornavento su una corrente veloce e spesso tumultuosa; il fiume scende di 47 metri, con una media di oltre due metri al chilometro e affrontarne le rapide non è privo di pericoli. Il tempo che si impiega è di circa due ore, meno quando il fiume è grosso, e i barconi raggiungono velocità vicine ai venti chilometri all'ora.
Le barche sono a fondo piatto, assai larghe. Le più grosse, le cagnone, misurano 23,5 metri per 4,75 e hanno una portata di 40 tonnellate; le barche mezzane o ossolane, lunghe attorno ai 20 metri con un carico di 30 tonnellate e via via borcelli e battelle (usate per ridiscendere i cavalli) e barche più piccole impiegate per i traffici locali. 
Nessuno scafo poteva pescare a pieno carico più di 75 centimetri, era vietato navigare nelle ore notturne e assolutamente interdetto il sorpasso tra natanti in movimento. Gli equipaggi per cagnone e mezzane erano almeno di quattro uomini: a governare il timone era, sul fiume, l'uomo più esperto, la guida, lungo il naviglio erano i navalestri e in città il padrone del fosso. La discesa da Tornavento alla Darsena durava circa sette/nove ore.

### La risalita

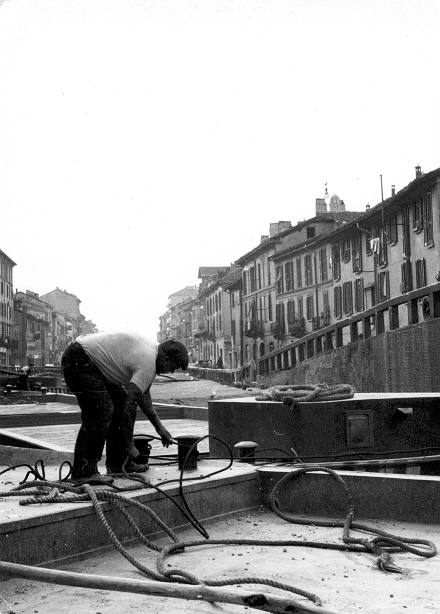
Si prepara una "cobbia" per risalire al Ticino.

Risalire la corrente era assai più lento e complesso: dalla Darsena escono convogli (cobbie) di dodici barche legate prua a poppa e affidate al fattore, trainati da altrettanti cavalli. Fino a Castelletto di Abbiategrasso la pendenza è dolce, quasi nulla e vi si giunge agevolmente in ventiquattro ore. Qui si dimezza la cobbia, per affrontare la corrente più rapida fino a Tornavento: dodici cavalli per sei barche. Giunti alla mèta, i cavalli tornavano sui loro passi per rimorchiare le altre sei. 
Da Tornavento a Sesto Calende la manovra si ripeteva più volte, riducendo il numero delle barche al traino e moltiplicando i tempi di percorrenza. Ancora nel 1800, per l'intero viaggio, occorrevano almeno due settimane. Per evitare urti tra barche che viaggiavano in verso opposto, si usava una sorta di senso unico alternato: fino a mezzogiorno si scendeva, dopo si risaliva. Il traino a cavalli rimase in uso praticamente fino a che durò la navigazione commerciale; solo dopo la seconda guerra mondiale ai quadrupedi si affiancò qualche piccolo trattore, piccolo per l'angustia dell'alzaia sotto ponti e viadotti.

Cambio di cavalli a San Cristoforo

Proprio quello della lentezza era il maggiore problema per chi ne fruiva. Nel 1846, Carlo Cattaneo ebbe un'idea che avrebbe consentito di risparmiare moltissimo tempo nel tragitto: trasferire via terra i barconi da Tornavento a Sesto Calende e viceversa, mediante una ferrovia a cavalli, caricandoli su grandi carri. Fondò una società per la realizzazione dell'opera, ne commissionò la progettazione, chiese le opportune autorizzazioni all'imperial regio governo a Milano e nel 1851 i lavori (imponenti) poterono cominciare e poi, dal 1858 al 1865 "La società ferrata per il rimorchio delle barche" fu operativa. 
L'Ipposidra (da ippos, cavallo e idra, acqua), che faceva in poche ore quello che richiedeva settimane, dovette però chiudere presto i battenti: da una parte gli utenti non erano così numerosi come il Cattaneo aveva preventivato, perché barcaioli e cavallanti non avevano nessun interesse immediato al risparmio di tempo e, cosa fondamentale, la ferrovia, quella a vapore, congiungeva oramai Milano a Sesto Calende e contro la sua concorrenza non c'era nulla da fare.

### Il trasporto dei passeggeri
Costruita in rovere, la barca corriera doveva essere lunga diciassette metri e mezzo e non più larga di due e novanta, priva di sporgenze esterne per non danneggiare le sponde; il fondo era piatto, anche se il Regolamento del 26 novembre 1822 disponeva che per il terzo anteriore "le sponde concorrendo a congiungers fra loro costituirebbero la prora...allo scopo di incontrare minor resistenza nel movimento". Competente per autorizzarne la fabbricazione era la Direzione generale delle Pubbliche Costruzioni. La parte destinata ai passeggeri (il casello) non doveva occupare più di un terzo della lunghezza dello scafo, essere dotato di quaranta posti a sedere su panche fisse trasversali, essere alto al colmo 2,35 m e ai fianchi almeno 1,62, con l'eventuale copertura in legno dolce. Il timone doveva essere a pala. Il buono stato dell'imbarcazione era garantito da ispezioni annuali del Custode delle acque che poteva ordinare le riparazioni necessarie o, addirittura, la radiazione.

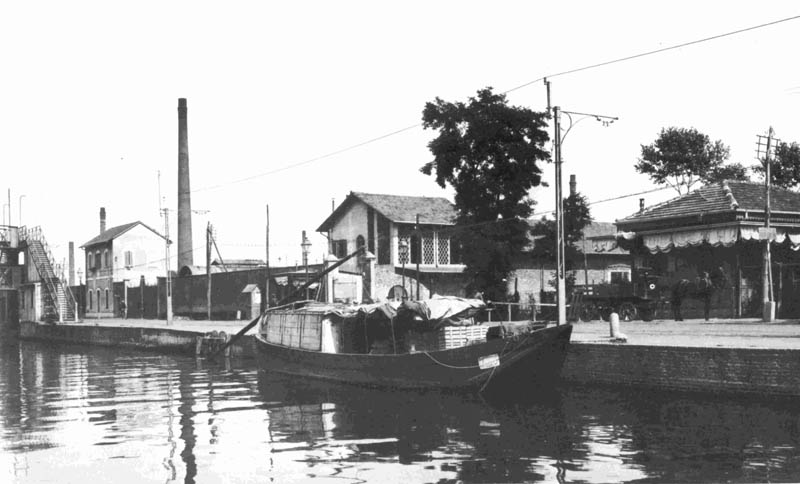
Il vecchio dazio di San Cristoforo, all'inizio del Novecento

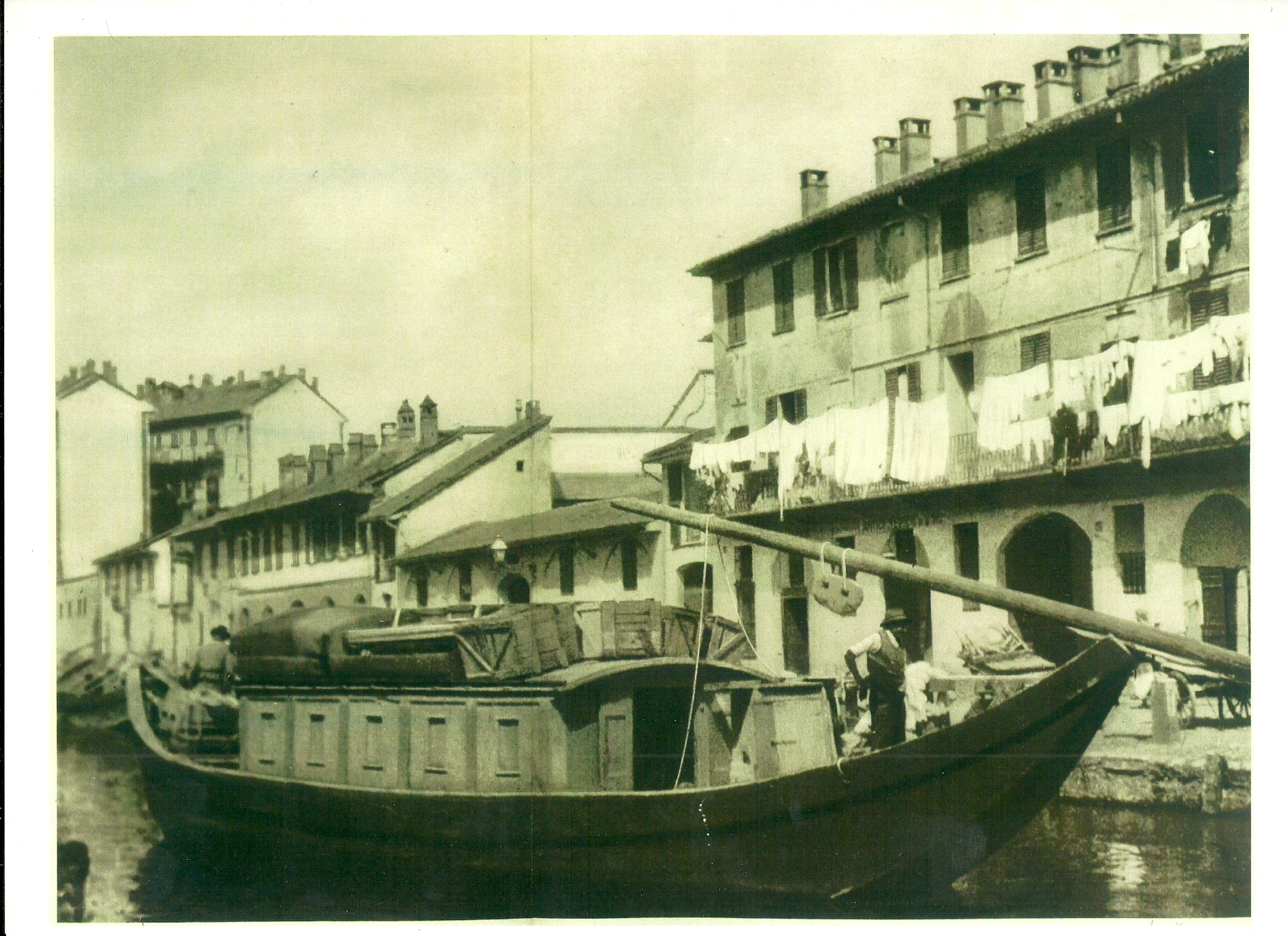
El barchett de Boffalora sul Naviglio Grande a Milano 1886

La mobilità, intesa nel senso moderno del termine, non era un'esigenza primaria dei sudditi del Ducato. Lungo il naviglio le piccole barche erano il mezzo naturale per traghettare o spostarsi sui brevi percorsi verso le fiere o i mercati o per servire ai minuti traffici locali, ma nel Seicento comincia ad emergere l'esigenza dei viaggi e dal 1645 inizia un servizio regolare, da Tornavento fino alla Darsena a Milano, che raccoglie passeggeri dai vari paesi lungo il percorso. 
È il cosiddetto barchett de Boffalora, dalla località dove inizia la fortunata omonima commedia dialettale di Cletto Arrighi, messa in scena per la prima volta nel 1871: il nome resterà, quasi proverbiale e indistintamente per tutte le corriere del Naviglio Grande, anche dopo che nel 1913 fu sospeso il servizio.
Era un modo di viaggiare comodo, sicuro e soprattutto economico, malgrado l'approssimazione degli orari. Le barche che effettuavano il servizio, che erano due all'inizio del Settecento, divennero dodici alla fine del secolo e nel 1796, a cura del Custode delle Acque, fu emesso un regolamento organico che riformava e uniformava costi per passeggeri e bagagli, le posizioni e le caratteristiche degli approdi, comodi, in centro e a sponda bassa e armata.
Dal 1777 il servizio è gestito da Giuseppe Castiglioni e Soci, barcaioli di Boffalora: per ogni corriera due uomini a bordo e un terzo a terra a occuparsi del cavallo e dell'attiraglio. Non si era fatto nulla, del resto era impossibile, per abbreviare i tempi di percorrenza; anzi, l'aumento del traffico, con i laboriosi incroci di scafi e cavalli, aveva reso gli orari ancora più vaghi.
Eppure, agli inizi del XIX secolo, il "demone della velocità" aveva contagiato anche le placide alzaie. Nel 1830, tale Luigi Delagardette di Cuggiono programmò un servizio di gondole da Turbigo a Milano: le grosse imbarcazioni, parenti di quelle veneziane per il fondo piatto e la prua e la poppa sollevate sopra il pelo dell'acqua, avevano entusiasmato il Custode per lo scarso moto ondoso che causavano: divise in prima e seconda classe, con quattro cavalli all'attiraglio e uno di scorta nelle stazioni intermedie, garantivano andata e ritorno in sette ore, naturalmente a un prezzo più alto. 
Anche le poste, dal 1841, adottarono questo sistema celere. Prima si levarono alte le lamentele dei barcaioli tradizionali, poi si scatenò la gara ad attaccare alle barche quanti più cavalli si poteva e nel 1842 dovette intervenire il Custode, limitando il loro numero a quattro, "affinché dalla gara ora apertasi nelle corse non seguano danni alle opere pubbliche e private del canale". Il servizio venne sospeso, fatto salvo quello postale, e malgrado gli annunci contrari mai più ripreso e tutto tornò allo statu quo.
Stesso esito avevano avuto una decina di anni prima i tentativi di portare sui navigli battelli a vapore che dal Naviglio Grande avrebbero avuto poi il vantaggio di uscire sul Ticino e proseguire sulle rotte del lago Maggiore (progetto della Direzione generale delle Poste). Nel 1834 Giuseppe Bruschetti viaggia "a vapore" da Milano ad Abbiategrasso con il battello "Elisabetta", ma non ci dice come il battello fosse arrivato a Milano. Tre anni prima era giunto in Darsena il piroscafo "Arciduchessa", proveniente da Venezia via Po e naviglio Pavese. Il problema però non sta nei battelli, ma nelle sponde dei canali che non reggono le onde generate, e non se ne fa nulla: occorrerebbe mettere mano all'intera struttura.

## La fine degli usi commerciali

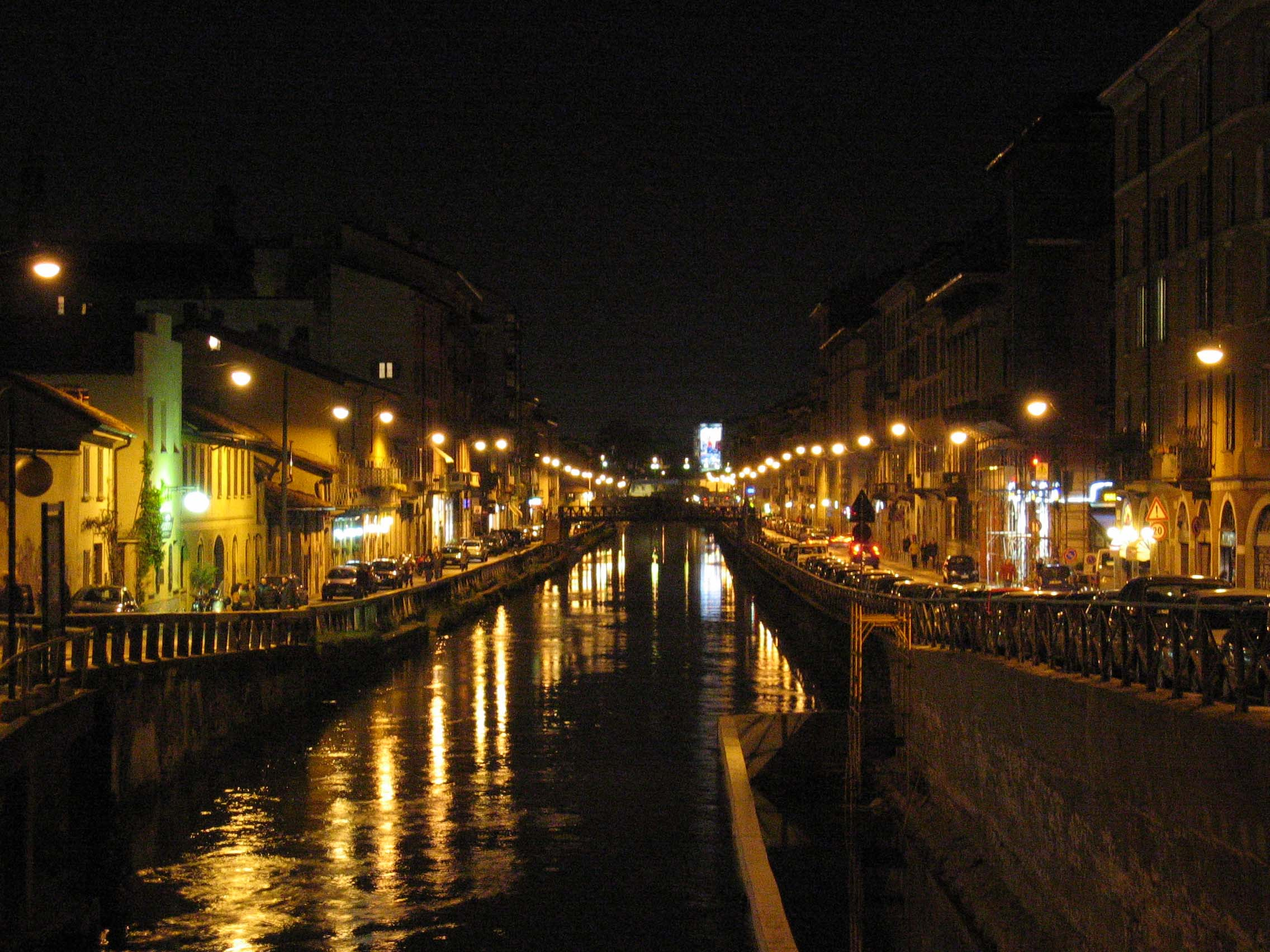
Il Naviglio Grande a Milano, di notte.

Sono comunque gli ultimi anni di un grande periodo di splendore che non vedrà una nuova alba. Il costo delle merci trasportate è diventato molto alto, e poi sembra oramai che tutto debba andare di fretta, di corsa, persino la rènna. Il traino in risalita è fatto con i trattori, viene costruito anche qualche barcone più grande e più capace, ma non serve a nulla. 
Così il 31 marzo 1979, alle 14 l'ultimo barcone ormeggia alla Darsena, ha lo scafo metallico, è lungo 38 metri e largo cinque, porta la matricola 6L-6043 ed era partito alle 6 del mattino da Castelletto di Cuggiono. Scarica l'ultimo carico di sabbia, 120 tonnellate, l'equivalente di oltre 20 autocarri. Da quel giorno sui Navigli solo l'acqua continuerà a scorrere, ma solo per irrigare i campi.

## Naviglio e tempo libero

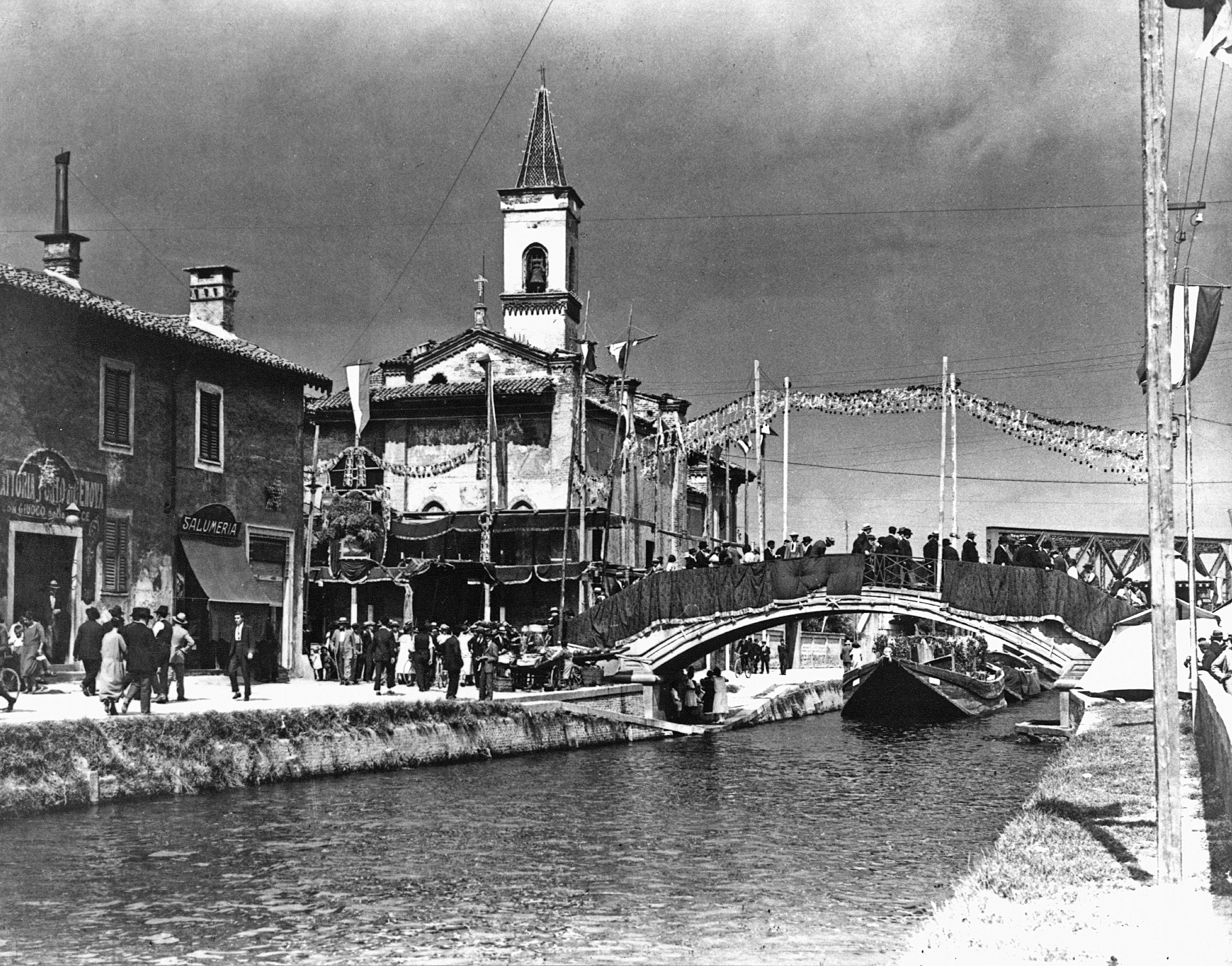
Il Naviglio presso San Cristoforo in festa.

### Lo svago
Diverse fotografie del Naviglio degli ultimi decenni del XIX secolo e dei primi del XX sono dedicate a pescatori, bagnanti, barche di gitanti, in una piacevole atmosfera di relax vagamente belle époque, come se le alzaie facessero un po' il verso alle sponde della Senna. I falchett come gli apaches, le lavandaie al posto delle sartine, i trani, invece dei bistrot. Per decenni porta Cicca o porta Cinesa restò l'epitome della Milano popolaresca e malandrina, con i suoi personaggi coloriti, le canzonacce sguaiate o stringicuore, le cappellette illuminate su ogni cantonata, gli artigiani e gli artisti dei vicoli e delle corti. 
Nel secondo dopoguerra, fino a dopo la metà degli anni cinquanta, Darsena e Naviglio Grande erano al centro del Carnevale Ambrosiano. Da gennaio, tra porta Genova e porta Ticinese si assiepavano baracconi, ottovolanti, autoscontri, giostre e attrazioni di ogni tipo: era la gremitissima e chiassosa "Fiera di porta Genova", punto di arrivo delle tradizionali sfilate dei carri che partivano dal centro, con el Meneghin e la Cecca, le maschere milanesi, mentre in Darsena approdavano barconi infestonati e illuminati, carichi di folla e di maschere provenienti dai paesi del Magentino e dell'Abbiatense.

### Lo sport
Ma non era solo questo: sull'Alzaia e sulla Ripa del Naviglio Grande, oltre el pont de fer da cui d'estate si tuffavano i ragazzini, si insediarono tre delle più gloriose società sportive della città: la Rari nantes, la Canottieri Olona e la Canottieri Milano, nuoto, pallanuoto e remo sono il fulcro dell'attività. 
La prima è fondata nel 1895 da Giuseppe Cantù, scultore ed eccellente nuotatore; è a Cascina Restocco, prima del Ronchetto del Naviglio, dall'anno della fondazione organizzò il "Cimento invernale" una nuotata nelle gelide acque del naviglio l'ultima domenica di gennaio, poi nel 1903 la "maratona natatoria Milano Abbiategrasso". Sempre a Cascina Restocco nel 1910 si sono svolte le gare "nel fiume" dei Campionati italiani di nuoto di quell'anno. Chiuse la propria attività nel secondo dopoguerra dopo aver vinto due scudetti nella pallanuoto.

Gita in barca alla fine del XIX secolo.

Seguitissima gara di nuoto attorno al 1920 a cui partecipò il campione Emilio Polli

Più verso il centro, e sull'altra sponda, vicino a San Cristoforo, la Società Canottieri Milano fondata il 15 ottobre 1890 da soci scissionisti di un'altra grande società sportiva milanese, la Pro Patria: collezionò varie partecipazioni olimpiche, storiche quelle del Campione Emilio Polli, appartenente alla prima leggendaria generazione di nuotatori italiani, e vinse tre titoli nazionali nel basket femminile. È ancora attiva. I suoi armi si incontravano spesso sul naviglio con quelli della Canottieri Olona, la più titolata delle tre società. 
Fondata il 3 marzo 1894 da ex soci della "Milano" da Carlo Romussi, un giornalista radicale direttore del Secolo e molto attivo nella vita politica milanese, vinse il campionato nazionale di pallanuoto nel 1937 e nel 1947 ed ebbe tre componenti della propria squadra campioni olimpici a Londra l'anno successivo: Bulgarelli, Maioni e Cesare Rubini, icona dello sport milanese, capace di vincere, nello stesso anno, il titolo di pallanuoto e di pallacanestro. Nella sezione tennis furono soci Sergio Tacchini, Lea Pericoli, Giordano Maioli e Nicola Pietrangeli con i quali la società guadagnò vari titoli nazionali e internazionali. Dal 2009 ha raccolto il testimone del "cimento invernale" che ha trasformato in una gara sui 150 metri.
Nel primo tratto milanese, l'alzaia è percorsa dal traffico ordinario e così la pista ciclabile per il Ticino può cominciare solo da San Cristoforo. È comoda, asfaltata, attraversa luoghi di grande interesse sia paesaggistico sia culturale ed è percorribile da ciclisti di ogni livello, ma non ha i parapetti di protezione sull'intero percorso e dal marzo 2010 era stata dichiarata parzialmente inagibile per circa due anni. 
Gli sport dell'acqua e del remo si possono praticare in numerose strutture sia a Milano, dove sopravvivono due delle tre associazioni ricordate, sia in varie località lungo il percorso. Da Abbiategrasso all'incile, il Naviglio Grande è inserito nel territorio del Parco del Ticino e ciò offre ai visitatori altre numerose occasioni di interesse.

### La musica

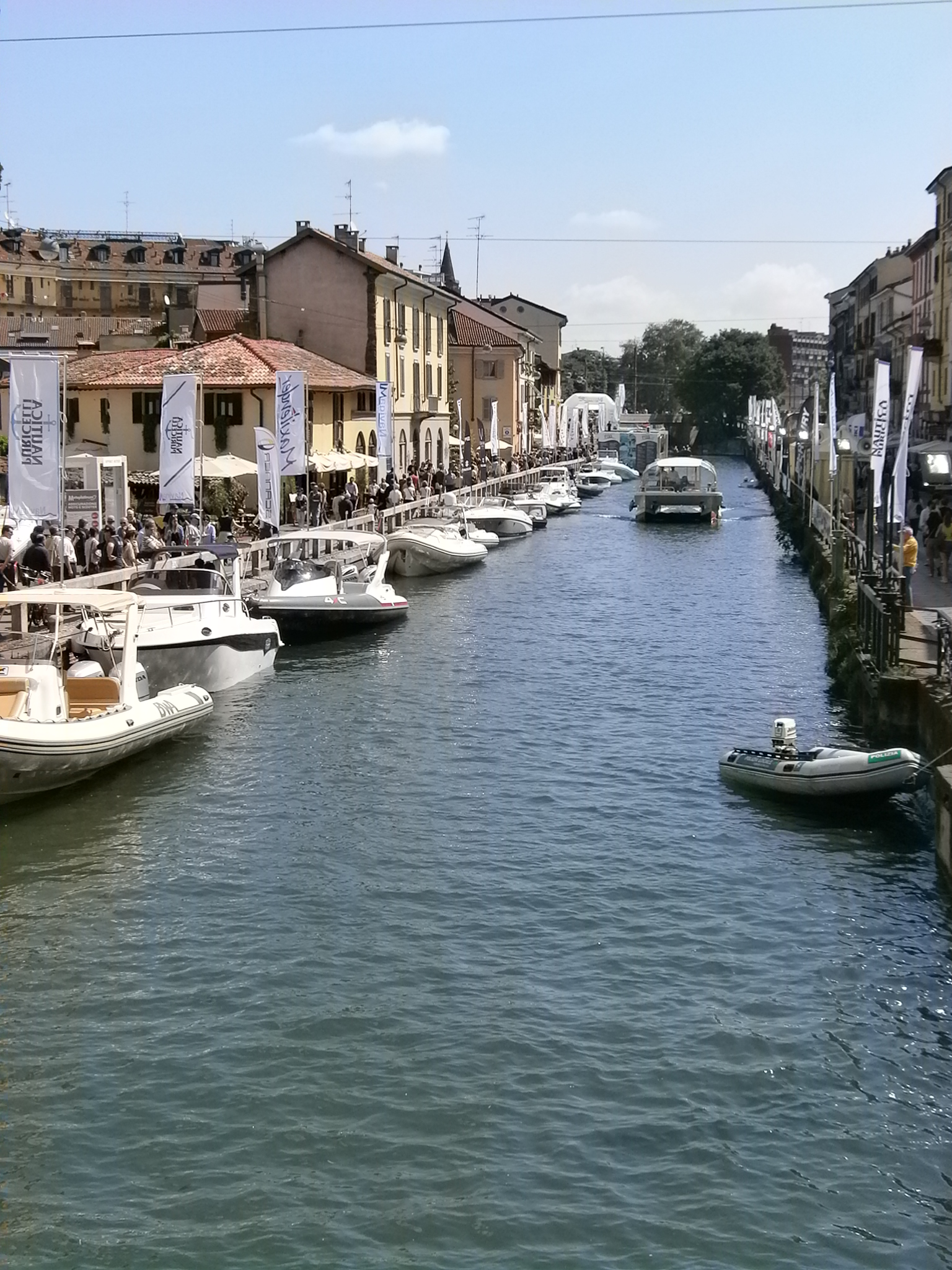
Il Naviglio Grande durante il salone nautico NavigaMi

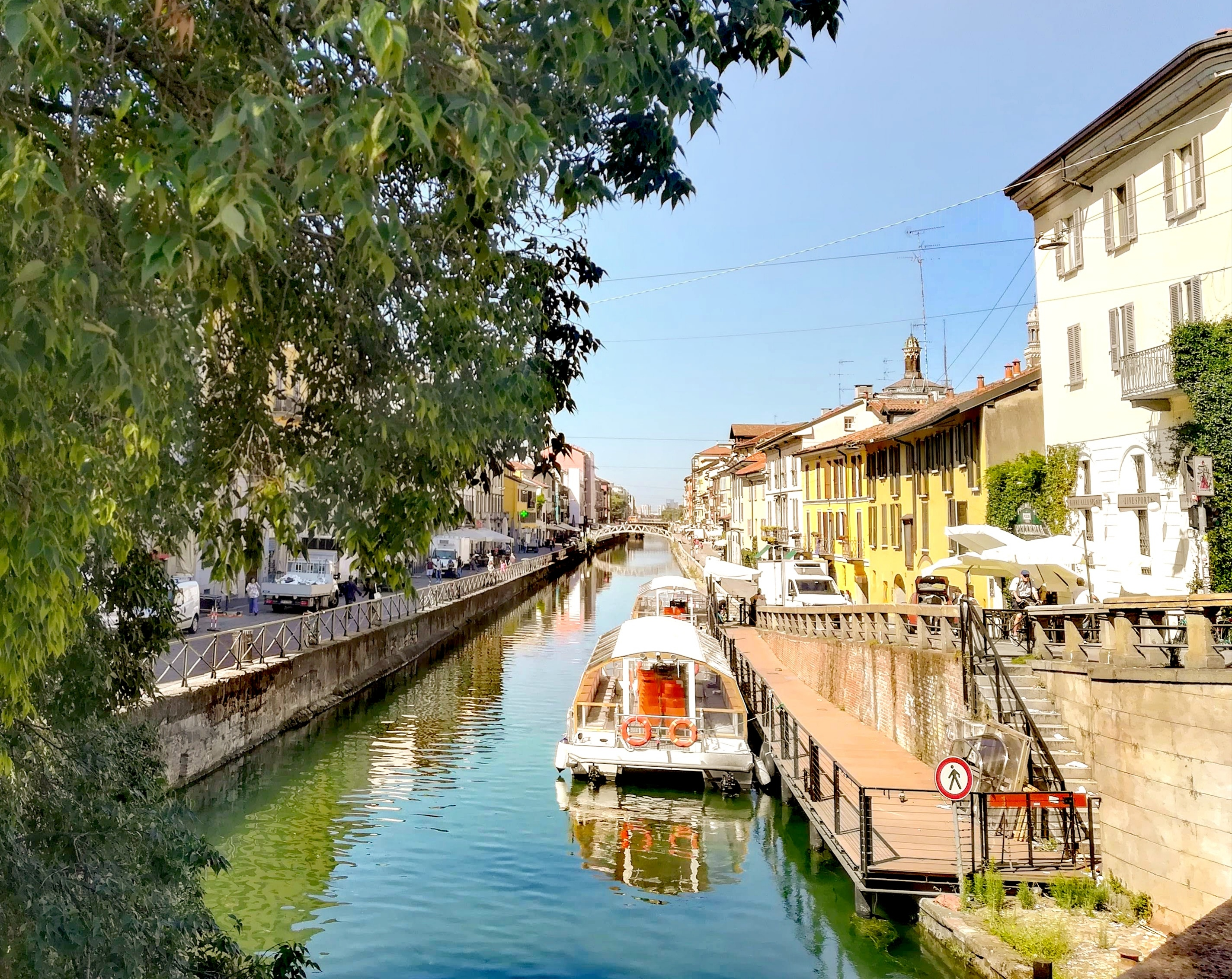
L'imbarcadero turistico sul Naviglio Grande

A partire dagli anni cinquanta del XX secolo, Milano divenne una delle capitali europee del jazz ed era tappa obbligata delle tournée di tutti i grandi esecutori, che si esibivano nei teatri (Nuovo, Lirico e Piccolo teatro soprattutto). Brera era il quartiere dei locali dove suonavano le nostre quotatissime Band. 
Nel 1969, però, accadde un fatto straordinario: Giorgio Vanni, un buon batterista che aveva spesso suonato con gli americani, decise di aprire un jazz-club sul Naviglio Grande, in una vecchia cascina in fondo a via Lodovico il Moro, dopo Piazza Negrelli dove il tram numero 19 terminava il suo percorso. Lo chiamò Capolinea e il locale divenne in pochissimo tempo un riferimento mondiale per i grandi jazzisti, ponendosi sul piano del Blue Note o del Caveau de la Huchette. 
All'inizio, furono Joe Venuti e Tony Scott, amici di Vanni, a portarvi i colleghi ancora più famosi, poi non vi fu solista o band che non vi suonasse. Famose e irripetibili le jam session notturne, con i musicisti che si ritrovavano in formazioni spontanee, non preordinate e che spesso suonavano fino a mattino. Le performance più straordinarie spesso non hanno avuto altre testimonianze che quelle della memoria e la documentazione è limitata o inesistente.

## Il presente e il futuro

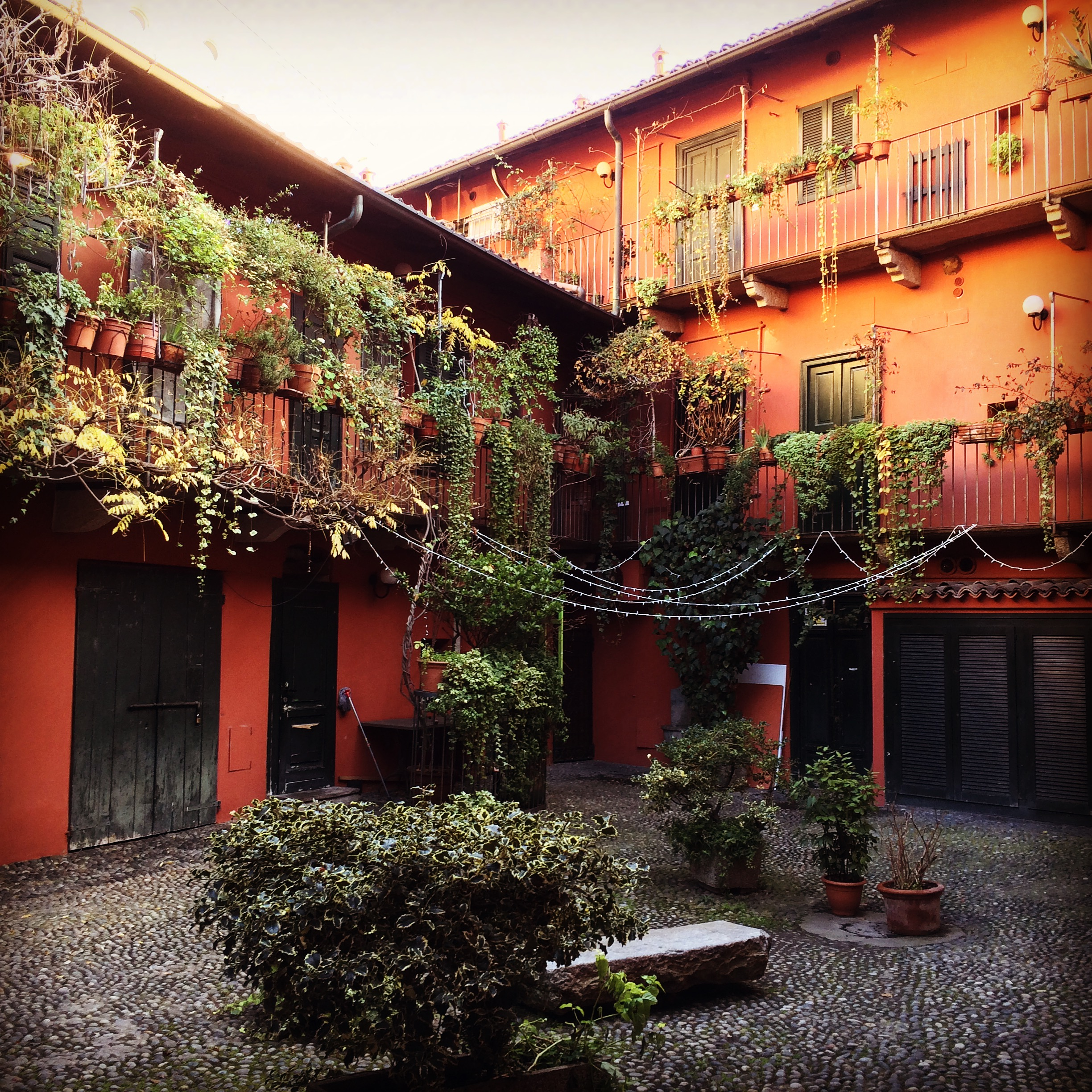
Una casa di ringhiera oggi, sul Naviglio Grande a Milano

Solo negli anni recenti un programma regionale per la valorizzazione dei Navigli lombardi ha consentito il recupero (in parte finanziato dalla stessa Regione Lombardia) di numerosi edifici storici nei comuni attraversati dal Naviglio Grande, nonché degli approdi e delle sponde dello stesso. La regione, nel 1993 dopo le opportune consultazioni, aveva licenziato un documento, il Master Plan Navigli, entro il quale aveva scelto di mantenere i propri interventi. Attorno a quello che oggi è diventato "la Bibbia" per il recupero dei navigli, ha preso consistenza la Navigli s.c.a r.l., una società consortile che raggruppa la regione, i comuni di Milano e Pavia, le relative provincie e camere di commercio, il consorzio Villoresi e quarantotto dei cinquantuno comuni rivieraschi. 
Si è trattato di un consistente progresso nell'affrontare i problemi posti dalle molteplici competenze territoriali e amministrative, spesso più polverizzate che frammentate. Dal 2003 è attivo il servizio di navigazione del Naviglio Grande, i cui percorsi si articolano su battelli di carattere prevalentemente turistico che non sono integrati nel sistema tariffario di trasporti pubblici locali. Nel 2010 la s.c.a r.l. sembra avviata anche a un riconoscimento de jure del ruolo di coordinatore unico degli interventi. Nel frattempo, lavora assiduamente ai progetti pratici, quali l'organizzazione della navigazione turistica, la promozione, la didattica e i contatti con le diverse entità e associazioni locali interessate allo sviluppo dei navigli.
Sulle rive del Naviglio Grande e di quello Pavese, pedonalizzate, ogni sera si accende la movida milanese: ristoranti (magari su un vecchio barcone ormeggiato e trasformato), bar, pub e osterie, locali notturni attirano migliaia di persone. Il quartiere ha due facce, quella notturna e quella diurna ed è ancora ricco di studi di artisti, di botteghe artigiane, di angoli pittoreschi e di cappellette illuminate sulle cantonate. Ogni estate si moltiplicano le occasioni di incontro, le mostre, le feste popolari per un pubblico più familiare. Dall'alzaia ci si può anche imbarcare per godersi il Naviglio dall'acqua. Navigando, può poi capitare di imbattersi in uno dei molti eventi che le località rivierasche organizzano con assiduità, perché il risveglio del Naviglio Grande non è un fatto circoscritto solo a Milano.
Il 26 aprile 2015, sul Naviglio Grande, è stata inaugurata la nuova Darsena che è tornata navigabile dopo 18 mesi di lavori costati 20 milioni di euro. L'inaugurazione è avvenuta in presenza del sindaco Giuliano Pisapia, insieme all'amministratore delegato di Expo, Giuseppe Sala. I lavori di ristrutturazione hanno riguardato la ricostruzione degli argini su viale D'Annunzio e la realizzazione delle bitte per far attraccare le imbarcazioni. Inoltre, sono state realizzate anche due passeggiate ciclopedonali che costeggiano l'acqua, di cui una tra via D'Annunzio e viale Gorizia (lunga 35 metri e con un ascensore per portare i disabili dal piano strada al piano sopraelevato) e un ponte più corto sulla Conca di Viarenna, già all'interno del perimetro di piazza XXIV Maggio, poi, dopo ottant'anni, è tornato all'aperto il Ticinello.

### Esplicative
1. ↑  Dati attuali, non dissimili da quelli storici
2. ↑  Tra Abbiategrasso e Albairate il Naviglio incrocia lo scolmatore di Nord Ovest e il meccanismo idraulico prevede lo scambio d'acqua nei due sensi (dal troppo pieno al meno pieno), per cui la portata in Darsena può variare.
3. ↑  Il fossato, con l'intera città, fu distrutto nel 1162 dal Barbarossa e ricostruito nel 1167 dai Milanesi e dai loro alleati della Lega Lombarda.
4. ↑  Donate definitivamente alla Fabbrica il 21 agosto 1473 (decreto di Giovanni Visconti Sforza conservato nell'Archivio del Duomo), sono tuttora proprietà della Fabbrica. Cfr. storiadimilano.it
5. ↑  Si tratta di tre metri e, per rendere la fossa agevolmente navigabile ne occorreranno altre.
6. ↑  I 24 "Capitani" erano i reggitori dell'Aurea Repubblica Ambrosiana
7. ↑  Per una visione planimetrica dei navigli e delle acque di Milano, cfr la mappa di Milano del 1860.
8. ↑  Da via Arena, in milanese Viarènna, la strada che vi conduceva (Boselli, opera citata). Per altri "strada della sabbia" rènna in milanese
9. ↑  Nel periodo invernale si svolgeva l'attività dei numerosi mulini dislocati lungo il percorso
10. ↑  Una pertica metrica=15,2784 pertiche milanesi. La pertica metrica era stata introdotta dal governo austriaco per ragioni catastali nel 1815 e valeva un decimo di ettaro
11. ↑  Una dettagliata tabella dei pesi e delle misure milanesi, si trova alla sezione storia del sito http://www.bollatenet.net/
12. ↑  falchetti, bellimbusti strafottenti (bauscia in milanese)
13. ↑  le osterie, così chiamate dal pesante rosso di Trani che vi si mesceva e tranat era l'ubriacone; servivano anche piatti pronti, busecc, trippa, con i fagioli o le cotenne, cassoeula, bottaggio di verze, o fritto di rane
14. ↑  Termini gergali milanesi per Porta Ticinese

### Bibliografiche
1. ↑  a Turbigo, a Milano 12 m³/s
2. ↑  45°35′07.84″N 8°42′10.48″E
3. 1 2 3 4 5 6 7 8 9 10 11  Tettamanzi, «Il Naviglio Grande e il Ticinello - le acque che hanno fatto grande Milano».
4. ↑  Pierino Boselli, Toponimi Lombardi, SugarCo, Milano, 1977.
5. ↑  Tettamanzi, «Un fossato di sorprendente bellezza ... » Il Naviglio interno di Milano.
6. ↑  Pierino Boselli, opera citata.
7. ↑   Ripa, in Treccani.it – Vocabolario Treccani on line, Roma, Istituto dell'Enciclopedia Italiana. URL consultato l'11 febbraio 2018.
8. ↑  Annales Mediolanenses Minores, Cronaca Danielis, Notae Sanctii Georgii, Memorie Mediolanenses
9. ↑  Galvano Fiamma, Flos Florum.
10. ↑  Gli antichi navigli milanesi, Archivio storico lombardo, 1908. Volume X
11. ↑  Caldara e Gutierrez, Dalla città di S. Ambrogio alla regina del mare, Milano 1920.
12. ↑  Vittore Buzzi, Le vie di Milano, Hoepli, Milano, 1995
13. ↑  Lettera di Gian Galeazzo Visconti del 24 ottobre 1387.Archivio del Duomo, Milano
14. ↑  https://www.treccani.it/vocabolario/ufo1_(Sinonimi-e-Contrari)
15. ↑  C. Ferrari da Passano, opera citata.
16. ↑  C. Ferrari da Passano, Storia della Veneranda Fabbrica del Duomo, Milano, 1973.
17. ↑  Alessandro Visconti in "Leonardo da Vinci", volume I, De Agostini, Novara, 1982
18. ↑  M. Comincini, Il Naviglio Grande, Abbiategrasso, 1981.
19. ↑  Carlo Cattaneo, Notizie naturali e civili sulla Lombardia, Milano, 1844. Da Google libri
20. ↑  Sito dedicato a Nosate
21. ↑  Studio per la mitigazione degli impatti provocati sulla fauna ittica dalle ascitte Parte 2.
22. ↑   Darsena, viaggio nel tempo alla riscoperta del porto di Milano, su navigli24.it. URL consultato il 13 ottobre 2017 (archiviato dall'url originale il 13 ottobre 2017).
23. ↑  Notizie fornite da Navigli Lombardi
24. ↑  C. Cattaneo, Notizie naturali e civili sulla Lombardia, Milano, 1844
25. ↑  http://www.cavalieridelfiumeazzurro.it/cfailpercorsodellipposidra.htm[collegamento interrotto]
26. ↑  naviglilife, storia
27. ↑  Notizie Statistiche intorno ai fiumi, laghi e canali navigabili delle provincie comprese nel Governo di Milano
28. ↑   Terre di Lombardia, su terredilombardia.it. URL consultato l'8 giugno 2010 (archiviato dall'url originale il 5 giugno 2010).
29. ↑   La Grande Storia Dei Navigli Lombardi, su naviglilive.it. URL consultato l'8 giugno 2010 (archiviato dall'url originale il 5 settembre 2009).
30. ↑  4.2 I piroscafi sul naviglio
31. ↑  Francesco Ogliari, Milano e i suoi Navigli, Selecta, Pavia, 2009
32. ↑  FEDERAZIONE: Federazione Italiana Nuoto
33. ↑   Ferruccio Calegari, Canottaggio Lombardia - VECCHIE GLORIE DEL REMO, su canottaggiolombardia.it. URL consultato il 1º febbraio 2022 (archiviato dall'url originale il 2 agosto 2012).
34. ↑  1920 e 1932
35. ↑  1933, 1934 e 1935
36. ↑   Società Canottieri Milano e Canottieri Olona come Oxford e Cambridge… - Milano 2.0, su milano.blogosfere.it. URL consultato l'8 giugno 2010 (archiviato dall'url originale il 21 febbraio 2014).
37. ↑  Olimpia Milano
38. ↑  Sito Archiviato il 29 gennaio 2011 in Internet Archive. della Provincia di Milano
39. ↑  Chiusa la pista ciclabile del Naviglio di Giovanna M. Fagnani, da Il Corriere della Sera del 2 marzo 2010.
40. ↑  Parco del Ticino Archiviato il 4 febbraio 2010 in Internet Archive.
41. ↑  Teatri e Musica a Milano
42. ↑  Il jazz piange Vanni, anima del Capolinea
43. ↑  http://www.caveaudelahuchette[collegamento interrotto]. Fr /
44. ↑   MASTER PLAN NAVIGLI - Le Competenze, su naviglilive.it. URL consultato l'8 giugno 2010 (archiviato dall'url originale il 31 marzo 2009).
45. ↑  https://www.halleyweb.com/c015016/include/mostra_foto_allegato.php?servizio_egov=sa&idtesto=219&node=6
46. ↑  Est Ticino Villoresi
47. ↑  www.vivereinavigli.it
48. ↑  Sito Navigli lombardi Archiviato il 18 febbraio 2010 in Internet Archive.
49. ↑  Consorzio dei Comuni dei Navigli - Turismo - Terre vicine
50. ↑  Milano, Pisapia inaugura la Darsena restaurata: "Oggi è un giorno da ricordare" - Repubblica.it